# سازمان صهیونیست‌های مذهبی آمریکا

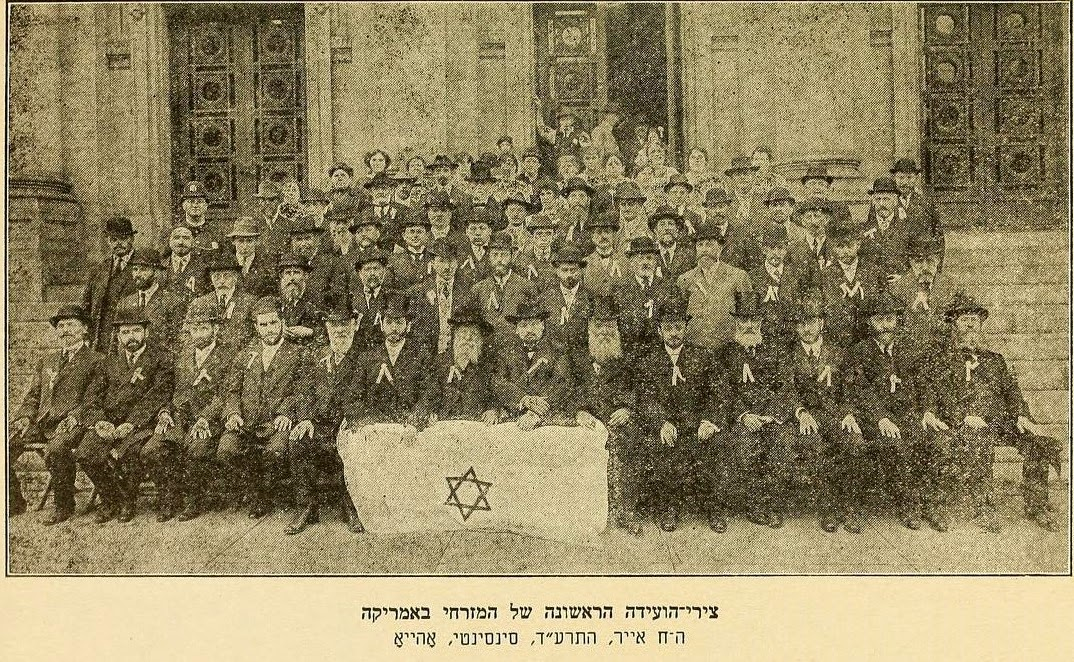
عکس دسته‌جمعی نمایندگان میزراحی در اولین کنفرانس آن‌ها. آمریکا - ۱۹۱۴

صهیونیست‌های مذهبی آمریکا (تلفظ نام به عبری: میزراحی-هاپوئل هامیزراحی) یا به طور اختصار میزراحی یک سازمان سیاسی مستقر در آمریکا است که به عنوان نهاد رسمی برای آن دسته از یهودیان ارتودکس مدرن عمل می‌کند که خود را با صهیونیسم مذهبی مرتبط می‌دانند. 
این سازمان از اهداف جنبش میزراحی در آمریکا، اروپا و اسرائیل حمایت می‌کند.
سازمان صهیونست‌های مذهبی آمریکا در جهت برنامه‌های عمومی صهیونیستی با نهادهای گوناگون از جمله نهادهای زیر همکاری دارد:
- سازمان صهیونیستی آمریکا (ZOA)
- آیپاک
- بعنای (B'nai)
- بعیرث (B'rith)
- فراخوان متحد یهودی (UJA)
- صندوق ملی یهودی (JNF)
- مرکز سایمون ویزنتهال (Simon Wiesenthal Center)